# L'Ametlla del Vallès
|  | Per a altres significats, vegeu «ametlla (desambiguació)». |

L'Ametlla del Vallès és un poble de la comarca del Vallès Oriental, situat al sud de l'extrem sud-oriental dels Cingles de Bertí (Serralada Prelitoral), just abans que aquests s'acostin al massís del Montseny i deixin entremig el Congost, ja dins del municipi veí de Figaró-Montmany. És un dels municipis amb renda familiar disponible més alta de Catalunya.

## Geografia
- Llista de topònims de l'Ametlla del Vallès (Orografia: muntanyes, serres, collades, indrets..; hidrografia: rius, fonts...; edificis: cases, masies, esglésies, etc).

La seva ubicació fa que tingui dos tipus de paisatge: la plana vallesana, eminentment agrícola, i un altre de més muntanyós, que arriba fins al cim del Puiggraciós, a tocar del Cingles de Bertí, amb uns 800 m d'alçada. El nucli urbà principal es troba al mig dels dos tipus d'orografia, i gaudeix d'un suau pendent.

## Estructura administrativa
L'estructura administrativa actual és fruit de la mateixa evolució urbanística de l'Ametlla al llarg dels segles.
El nucli urbà central agrupa tres zones, que fins a començaments del segle xx estaven separades: la Sagrera (a tocar de l'església); el Raval, vorejant l'antiga via romana de la Garriga a Caldes de Montbui; i Can Camp.
Els barris de Santa Creu i el Serrat, oficialment denominat el Serrat de l'Ocata, de forta expansió en els darrers 30 anys, eren originàriament petits nuclis de cases o urbanitzacions situats a la zona muntanyosa del nord i apartats del centre. La proximitat de l'ermita de la Santa Creu (desapareguda el segle xvi) en el primer cas, i de les de Sant Bartomeu de Mont-ras i Puiggraciós, en el segon, els garantien el culte.
La resta de barris: Can Plantada, Can Reixac, Mas Dorca, Mas Fabrera i Pinar i Portús, són fruit de la progressiva ampliació al voltant del que havien estat cases pairals aïllades ubicades a la zona sud del municipi, a la part de la plana.
| Entitat de població  | Habitants (2024) |
| l'Ametlla del Vallès | 4.441            |
| el Serrat de l'Ocata | 2.639            |
| Santa Creu           | 957              |
| Mas Fabrera          | 558              |
| Pinar i Portús       | 342              |
| Mas Dorca            | 273              |
| Can Reixac           | 211              |
| Can Plantada         | 27               |
| Font: Idescat        |                  |

### Evolució demogràfica
| 1497 f | 1515 f | 1553 f | 1717 | 1787 | 1857 | 1877 | 1887 | 1900 | 1910 |
| ------ | ------ | ------ | ---- | ---- | ---- | ---- | ---- | ---- | ---- |
| 24     | 24     | 33     | 469  | 407  | 882  | 837  | 761  | 716  | 772  |

| 1920 | 1930  | 1940  | 1950 | 1960  | 1970  | 1981  | 1990  | 1992  | 1994  |
| ---- | ----- | ----- | ---- | ----- | ----- | ----- | ----- | ----- | ----- |
| 851  | 1.030 | 1.026 | 997  | 1.143 | 1.432 | 1.939 | 3.261 | 3.645 | 3.645 |

| 1996  | 1998  | 2000  | 2002  | 2004  | 2006  | 2008  | 2010  | 2012  | 2014  |
| ----- | ----- | ----- | ----- | ----- | ----- | ----- | ----- | ----- | ----- |
| 4.771 | 5.041 | 5.697 | 6.328 | 7.111 | 7.517 | 7.796 | 8.112 | 8.190 | 8.283 |

| 2016  | 2018  | 2020  | 2022  | 2024  | 2026 | 2028 | 2030 | 2032 | 2034 |
| ----- | ----- | ----- | ----- | ----- | ---- | ---- | ---- | ---- | ---- |
| 8.337 | 8.496 | 8.646 | 9.020 | 9.462 | -    | -    | -    | -    | -    |

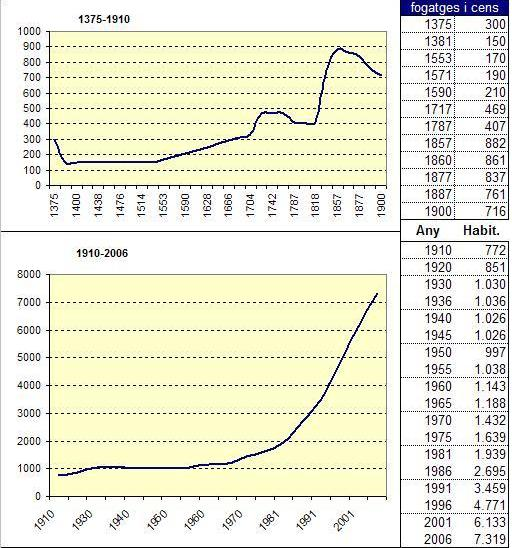
Evolució demogràfica de l'Ametlla del Vallès

Les primeres dades de què es disposen són del 1375, any en què la població era d'uns 300 habitants. A finals del segle xiv, mor la meitat de la població a causa de la pesta i se situa en 150 habitants, xifra que es mantindrà estable fins al segle xvi. Des del 1553 puja progressivament fins al 1717, en què es comptabilitzen 469 persones. Després d'una petita davallada a finals del segle xviii, la població torna a créixer fins als 882 habitants el 1857, quasi el doble que el segle anterior. Aquest fort creixement, fruit de la intensa explotació agrícola, té un declivi a finals del segle xix a causa de la fil·loxera, i arriba fins al 716 habitants el 1900.
El segle xx començà amb una suau progressió fins al 1920, amb 850 habitants (encara inferior a un segle abans). Al cens del 1930, la població ja se situa en 1.030 persones, influència segura de l'arribada dels estiuejants, un efecte que condicionà la vida i l'economia del poble. La població torna a estabilitzar-se fins al 1960. Entre 1960 i 1970 creix més d'un 25% i arribà als 1.432 habitants.
És a partir dels anys 70 quan s'inicià el creixement més fort, acompanyat del desenvolupament d'urbanitzacions al voltant d'algunes explotacions agrícoles que començaven a ser menys rendibles en un moment en què l'estabilitat econòmica de la societat fomentava el concepte de "segona residència". Així, molta gent provinent de l'àrea metropolitana de Barcelona, seguia l'exemple que 50 anys enrere havien practicat classes més benestants. La població de l'Ametlla ha crescut a una ràtio d'entre un 20 i un 30% cada cinc anys, de manera que ha multiplicat per 5 els 1.432 habitants de 1970, per situar-se en els 7.319 del 2006.

## Administració
| Període     | Alcalde o alcaldessa                                                    | Partit polític     | Data de possessió | Observacions |
| ----------- | ----------------------------------------------------------------------- | ------------------ | ----------------- | ------------ |
| 1979–1983   | Isidoro Samper Segura                                                   | Independents       | 19/04/1979        | --           |
| 1983–1987   | Isidoro Samper Segura                                                   | CIU                | 28/05/1983        | --           |
| 1987–1991   | José García Martínez                                                    | Independents       | 30/06/1987        | --           |
| 1991–1995   | José García Martínez                                                    | Independents       | 15/06/1991        | --           |
| 1995–1999   | José García Martínez / Albert Palay Vallespinós / Joan Pratdesaba Rodas | Independents / CIU | 17/06/1995        | --           |
| 1999–2003   | Albert Palay Vallespinós                                                | Independents       | 03/07/1999        | --           |
| 2003–2007   | Jordi Pousa Engroñat                                                    | PSC                | 14/06/2003        | --           |
| 2007–2011   | Jordi Pousa Engroñat / M. Àngels Cabello Jodar                          | PSC                | 16/06/2007        | --           |
| 2011–2015   | Andreu González Gil                                                     | CIU                | 11/06/2011        | --           |
| 2015–2019   | Andreu González Gil                                                     | Pdecat             | 13/06/2015        | --           |
| 2019-2023   | Pep Moret i Tanyà                                                       | ERC                | 15/06/2019        | --           |
| Des de 2023 | Jan Santaló i Lloret                                                    | Ametlla't          | 17/06/2023        | --           |

Després de la dictadura, a final dels anys 70 torna a haver-hi eleccions municipals democràtiques. A l'Ametlla, el darrer alcalde de nominació directa va ser Josep Aymerich i Cortillas entre 1974 i 1979, data de les primeres eleccions. En els seus darrers anys de mandat, ja es varen començar a constituir grups d'oposició municipal que actuaven sota denominacions legalment acceptades com ara "associació de veïns" o "associació de pares d'alumnes". Aquestes iniciatives populars, llavors dels futurs partits municipals, varen crear un sentiment de tractament subsidiari dels problemes municipals que ha caracteritzat el poble. Des del 1979 fins al 2006, hi ha hagut fins a 4 partits independents amb regidors electes i, un d'ells, va tenir l'alcaldia durant tres legislatures.
- Eleccions 1979: Amb una alta participació, es presenten tres partits: CIU, amb Josep Badia, un dels ametlletans més populars; PSC i un grup independent amb Isidor Samper al front, que repetirà com a alcalde també el 1983, si bé en aquests comicis ho va fer sota les sigles de CiU i amb l'única oposició del PSC.
- Eleccions 1987: Apareix un nou grup, anomenat Autèntics Independents de l'Ametlla (AIA), que guanya l'alcaldia per majoria absoluta i té com a única oposició CiU, en haver quedat sense escons el PSC. Josep Garcia Martínez fou l'alcalde durant tres legislatures.
- Eleccions 1995: En aquestes eleccions, que també guanyà l'AIA, apareix un nou partit, el Grup Independent de l'Ametlla (GIA) que obté 2 escons i que, el 1997 s'alià amb CiU per tal de presentar una moció de censura contra l'alcalde d'AIA. Fins a les eleccions del 1999, l'alcaldia va ser ocupada alternativament pels caps de llista de CiU (Joan Pratdesaba) i del GIA (Albert Palay).
- Eleccions 1999: Els dos partits històrics (CiU i AIA) han anat minvant mentre creixien el PSC i el GIA, el darrer dels quals obtingué l'alcaldia en coalició amb CiU. L'alcalde va ser Albert Palay.
- Eleccions 2003: Es produeix una crisi que fa aparèixer nous grups. El GIA s'escindeix en dos: Veïns Independents de l'Ametlla (Vil'A) amb Albert Palay i GIA-ERC coalició entre la part del GIA que conservava les sigles i ERC, que mai no havia tingut llista a l'Ametlla. Apareix el Grup de Rellançament de l'Ametlla (GRA). Tant aquest tres partits com el PSC, CIU i AIA varen treure regidors. Finalment, governà el PSC en coalició amb AIA i GRA, si bé el regidor d'aquest grup va abandonar l'equip de govern el 2006. L'alcalde va ser Jordi Pousa, del PSC.
- Eleccions 2007: El progressisme es consolida amb més d'un 35% i torna a sortir escollit alcalde Jordi Pousa, del PSC. Governa en coalició amb l'AIA.

Vegeu també Llista d'alcaldes de l'Ametlla del Vallès.

## Història

### L'origen
El territori de l'Ametlla del Vallès es troba en el vessant sud dels Cingles de Bertí i a tocar del Congost que, el segle ix, eren frontera i pas natural respectivament, entre la Gòtia i el territori dels sarraïns. Era una de les primeres terres a conquerir i, sobretot, a poblar civilment i eclesiàstica.
El comte Guifré el Pilós encarregà la tasca conqueridora al seu germà Sunifred i fou la seva filla Emma, abadessa del Monestir de Sant Joan de les Abadesses, qui n'impulsà la repoblació.
A la documentació corresponent al Concili de Barcelona de l'any 906, signat per l'arquebisbe de Narbona, diu textualment: "In pagament autem Vallensi Parrochiam Sancti Genessi in vila quae dicitur Amigdala", fent la primera referència oficial a la parròquia que esdevindrà la llavor de l'actual municipi, tot i ser possible que la seva creació fos uns anys abans.
El 4 de juliol del 932, en un acte promogut per Emma, es va procedir a la consagració de la parròquia de Sant Genís, presidida pel bisbe de Barcelona Teodoric. El document fa constar que aquest acte va tenir lloc a causa de la súplica de la religiosíssima Emma per misericòrdia de Déu, i el van firmar 25 persones de l'Ametlla, pel que es creu que hi hauria uns 150 habitants. En ell es fixaven ja els límits de la parròquia, que són gairebé els mateixos que els del terme municipal actual.
L'any 1059, el Comte de Barcelona Ramon Berenguer I el Vell, donà en alou a Mir Geribert les terres que formarien la Baronia de Montbui. Aquestes terres eren les parròquies de Sant Pere de Bigues, Sant Esteve de Palaudàries, Sant Mateu de Montbui, Sant Feliu de Codines, Santa Eulàlia de Ronçana, Sant Genís de l'Ametlla, Sant Andreu de Samalús i una part de la de Santa Maria de Caldes actual.
Els propers cinc segles l'Ametlla restà sota la sobirania dels barons de Montbui.
No hi ha gaire informacions sobre l'Ametlla en el segle xiii. No obstant això, és conegut que durant tot el segle la parròquia de Sant Genís va formar part de la Baronia de Montbui i que era sota la jurisdicció del senyor feudal del Castell de Montbui. Encara que no han perdurat fins a nosaltres els noms dels barons, sí que se sap que alguns dels senyors del Castell de Montbui ho van ser també del de la Roca del Vallès.

### Canvi jurisdiccional
Els esdeveniments de Catalunya al segle xv (guerra civil catalana entre Joan II contra la Generalitat i el Consell de Cent i la revolta dels Remences) també van afectar l'Ametlla. La Sentència de Guadalupe, que posava punt final a la revolta, modificava les condicions de tracte entre els senyors, propietaris de les terres, i els camperols; i alguns d'ells van passar a ser perseguits (a l'Ametlla ho va ser Jaume Plantada, de Can Plantada).
El 1490 hi va haver un canvi de jurisdicció a l'Ametlla, quan la Baronia de Montbui va passar, pel Privilegi de l'Entrega, a la jurisdicció del Consell de Cent de Barcelona, que considerà l'indret com a "Carrer de Barcelona". La nova jurisdicció suposava pagar una redempció al baró i formar el seu propi govern (el Consell de la Baronia), que va trigar a funcionar correctament. Aquest Consell estava format per un batlle (alcalde), 8 jurats (regidors), un clavari (agutzil) i setze prohoms, i es va anomenar Consell dels vint-i-sis.
Al segle xvi, va créixer el fenomen del bandolerisme. Es pot destacar un elevat nombre de morts violentes a l'Ametlla (l'any 1580 n'hi va haver 5) durant tot el segle. La gran quantitat de cases de conreu aïllades facilitava els delictes dels bandolers. Per tal de defensar-se, els mateixos habitants s'organitzaren i entre els encarregats trobem Miquel Puigllunell del mas Puigllonell, com a cap de la desena parroquial, i Jaume Draper de Can Draper, com a general del Sometent del Consell de la Baronia, destinat a "perseguir els lladres i homes de mala vida". Cada parròquia va aportar 10 homes degudament ensinistrats.
Al segle xvii es començà a recobrar la tranquil·litat, però els odis de la revolta camperola del segle anterior no havien cicatritzat, com es va demostrar el 25 d'agost (festivitat de Sant Genís) del 1635 amb l'assassinat de Jaume Plantada de Xammar, les famílies del qual (la natural i la política) eren les més influents en l'època a la localitat.
El 1637 es té constància de la intervenció de la Inquisició a l'Ametlla, i parla de l'excomunió major de Francesc Draper, que segons sembla, no havia complert les obligacions que se li atribuïen ni d'haver correspost a diverses lletres de comminació.
El 1640 es va produir a Catalunya la guerra dels Segadors, que va enfrontar les institucions catalanes al centralisme imperial espanyol. Les repercussions es van notar fins i tot als pobles més insignificants del país. El poble no es va veure afectat directament per la revolta, encara que se sap que a l'Ametlla es van allotjar companyies de soldats francesos i de soldats castellans.
Amb tot, es produí una època de bonança, que les famílies més adinerades del poble van aprofitar per construir grans masies. Les més importants remodelacions de l'època van ser fetes a Can Draper, els dos masos de Can Xammar de Baix i Can Plantada. Una altra bona mostra d'aquesta bonança data del 1679, quan es decideix construir una nova església, sent rector de la parròquia mossèn Joan Santmartí, arribat a l'Ametlla el 1670.

### El final de la Baronia
Amb la guerra de successió (1700-1714) i l'entronització dels Borbons, les conseqüències afectaren també l'Ametlla, on es pot destacar el 1709 l'assassinat de Joan Puigllunell, probablement a les mans d'alguns botiflers, encara que es desconeix amb certesa.
L'Ametlla, en ser feudatària del Consell de Cent i, igual que el terme de la Baronia de Montbui, es va alinear a favor de les autoritats catalanes. Amb la derrota a la guerra i l'aplicació del decret de Nova Planta (1716), els òrgans de govern catalans van desaparèixer i, també les institucions de les que depenien, com la Baronia de Montbui, encara que van continuar existint nominalment. L'Ametlla va passar a dependre del corregiment de Mataró i de l'alcaldia major de Granollers. Els càrrecs del Consell eren decidits pel Corregidor de Mataró, i solien ser individus afins al nou règim. En els documents oficials es va anar introduint cada cop més el castellà.
A partir del 1730, la parròquia va passar a administrar els seus propis ingressos, i entre el 1701 i el 1711 es va edificar el Santuari de Puiggraciós, on es va instal·lar la imatge mariana que fins llavors era a la parròquia de Montmany.
Durant el segle xviii, una de les prerrogatives que van perdre els pobles de la Baronia de Montbui va ser l'administració de justícia, i qualsevol litigi havia de ser jutjat a Granollers, Mataró o Barcelona, segons la seva importància. També va ser un segle on la inflació va ser molt important, com ho demostra que el blat i l'ordi s'haurien incrementat de preu al voltant d'un 290%. A finals d'aquell segle, a causa de la Revolució Francesa, comencen a aparèixer cognoms d'origen francès al poble, fet que demostra l'arribada d'immigrants del país veí.

### L'Ametlla com a municipi
El 2 de juliol de 1835 es va publicar un Decret reial que decretava la dissolució de les institucions medievals i obligava les seves parròquies a constituir-se en municipis independents. El 24 d'octubre de 1835, els majors contribuents de l'Ametlla es van reunir per elegir el primer Ajuntament Particular de l'Ametlla. L'aplicació es va haver de posposar a causa de la I Guerra Carlina, que en aquells anys fuetejava el país. El primer ajuntament es va constituir oficialment el 27 de gener del 1843.
A poc a poc la situació va anar millorant, encara que hi va haver certes ensopegades, com la plaga de fil·loxera que va afectar les vinyes, un dels principals conreus de l'època al municipi.
Diverses mostres dels avenços que es produïen van ser la concessió de l'estanc (1832, obert dos anys després), el rellotge públic adossat al campanar (1857), el servei de carteria adscrit a l'estafeta de la Garriga (1858), la Germandat de Sant Sebastià (1862) i el subministrament d'aigua corrent a les principals llars (1890). A mitjans del segle xix van millorar les comunicacions gràcies a la carretera traçada per la Diputació (l'antiga N-152 i actual C-17) i les dues línies de ferrocarril (Barcelona - Granollers el 1854 i Barcelona - Sant Joan de les Abadesses el 1857).

### Segle XX
Amb el segle xx van arribar les primeres famílies d'estiuejants, cosa que va provocar un creixement urbanístic que ha anat modelant el poble tal com es coneix avui dia, amb un aire senyorial i de ciutat jardí, i deixant un notable llegat arquitectònic modernista i postmodernista. El primer foraster que va decidir establir-se a l'Ametlla va ser el doctor Grífols, que va construir la seva casa davant del que ara és el parc.
Cal destacar la creació de la Societat Coral Lo Lliri (1904), la inauguració de la Sala-Teatre i el Cafè del Dr. Bassa (1906), el primer servei telefònic (1910), l'energia elèctrica (1915) i el Futbol Club l'Ametlla (1924). La dictadura de Primo de Rivera del 1923 al 1930 i la segona república espanyola poc van afectar aquest creixement.
El període de la Guerra Civil espanyola (1936-1939) s'aconsegueix passar amb relativa tranquil·litat. L'edifici de l'església es va salvar de la destrucció total en ser convertida en el centre de distribució del Sindicat Agrícola que va funcionar durant l'època, però van ser destruïts materialment el retaule i les imatges religioses de culte. La relativa calma bèl·lica va influir en la conversió dels estiuejants urbans en residents permanents i això generà algun problema demogràfic i d'avituallament. Durant aquests anys l'ajuntament va encunyar diverses monedes, com les de 25 cèntims (de llautó), o la de 50 cèntims i 1 pesseta (d'alumini). A la fase final de la guerra, les autoritats republicanes hagueren d'abandonar la localitat i es creà una Junta Gestora amb persones influents del poble per garantir una transició sense ensurts a l'arribada de les tropes franquistes. Una denúncia malintencionada va produir la detenció i l'assassinat de dos dels membres més representatius de la Junta gestora.
De l'època franquista dictatorial cap destacar la construcció d'un parvulari, la urbanització del Passeig, l'obertura de la farmàcia (1949), la biblioteca (1954), les noves campanes parroquials (1956), el parc municipal (1957), les piscines de Ca l'Arenys (1961) i el servei elèctric al Santuari de Puiggraciós (1970).
Per solucionar els problemes de subministrament d'aigua, es van construir mines i fins i tot un pantà, iniciatives totes d'escàs èxit a causa de l'orografia, i que podem trobar a la zona del Pla del Verder.

## Patrimoni arquitectònic
A l'Ametlla del Vallès podem trobar mostres del passat agrícola de la comarca a les masies de Ca l'Arenys, Can Carlons, Can Diví, Can Draper, Can Fàbregues del Bosc, Can Guineu, Can Pagès Vell, Can Parellada, Can Plandolit, Can Xammar de Baix…
L'arquitectura religiosa està formada per l'església parroquial de Sant Genís de l'Ametlla, construïda al 906 per l'impuls colonitzador de l'abadessa Emma i reformada al segle xvii.
De Sant Genís, en depenen eclesiàsticament:
- l'ermita romànica de Sant Nicolau (l'Ametlla del Vallès)
- el Santuari de Puiggraciós, al terme municipal de Figaró-Montmany, del segle xviii amb importants reformes fetes a meitats del segle xx.
- l'ermita romànica de Sant Bartomeu de Mont-ras, al terme municipal de Bigues i Riells del Fai. Construïda al segle xi i que va ser ampliada al segle xvii.

La petjada modernista, fruit de l'impuls que a començaments del segle xx va donar, d'una banda, l'alcalde Sebastià Bassa i d'altra, els estiuejants de Barcelona tal com també passà a la Garriga, es veu reflectida en diverses edificacions, entre les quals cal destacar l'edifici de l'ajuntament (1912), Cal Barber, el Cafè del Dr. Bassa (1906) i Can Millet, masia originària del segle xiv-XVII, que el 1908 va ser remodelada íntegrament. Totes quatre són obra de l'arquitecte Raspall.
Altres cases modernistes són la Torre de la punxa (1911) i la Casa del Dr. Grífols que es considera la primera torre de "segona residència" construïda a l'Ametlla.

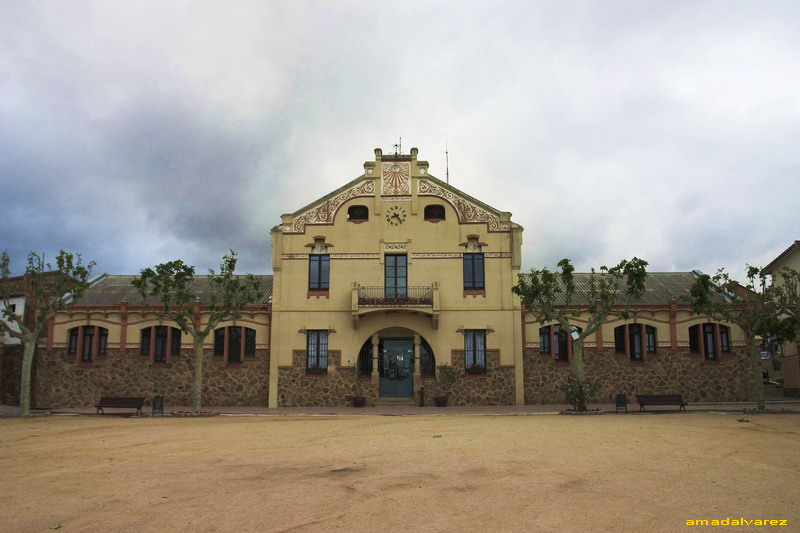
L'ajuntament de l'Ametlla del Vallès (1912)
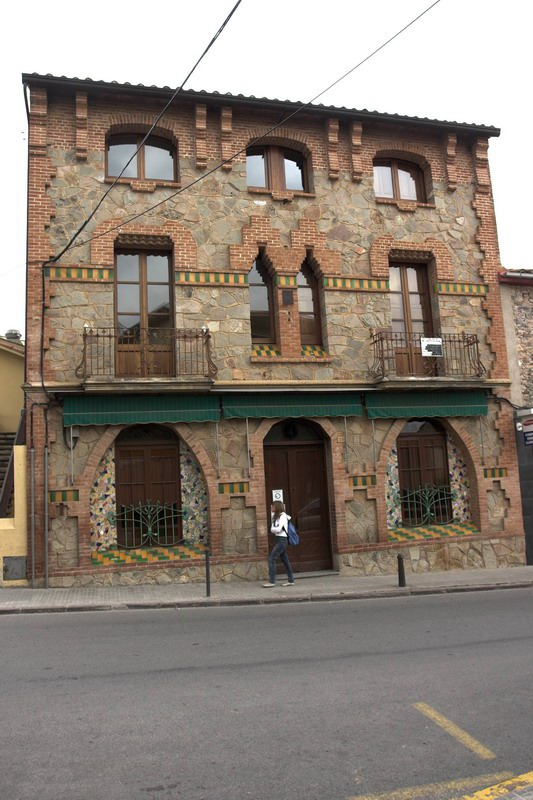
El Cafè del Dr. Bassa (1906)
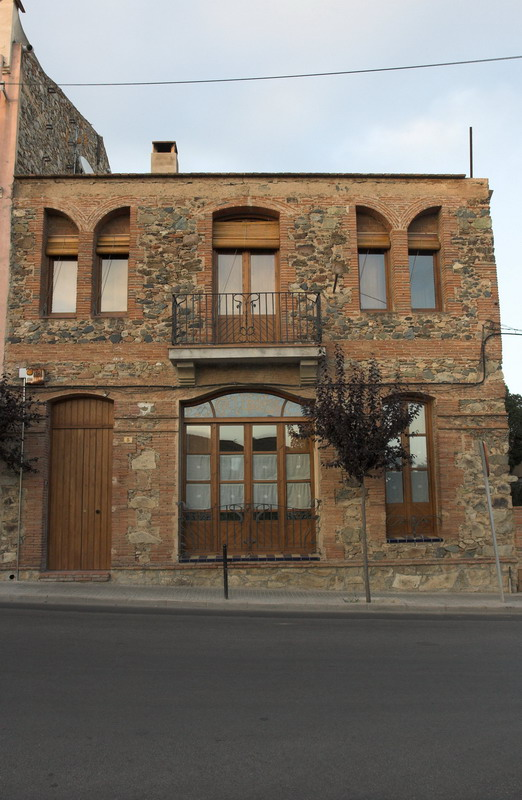
Cal Barber (1904)
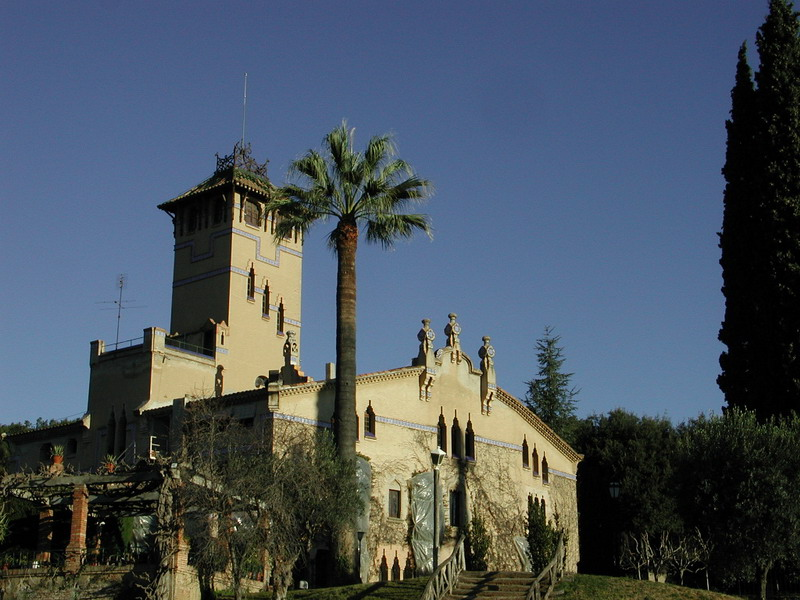
Can Millet (s.XIV;1908)
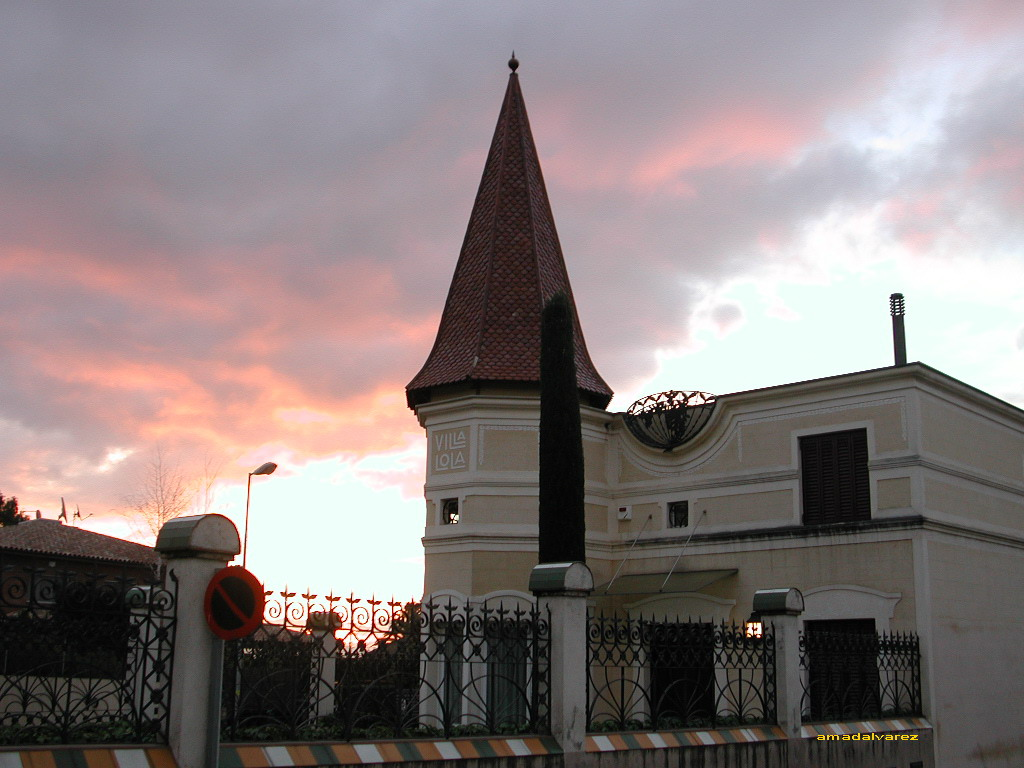
La Casa de la Punxa (1911)

## Vilatans il·lustres
La major part dels personatges aquí descrits no són nascuts a l'Ametlla, si bé el seu grau d'adopció i estima per l'Ametlla és palès en la seva obra.
- Josep Badia i Moret, historiador.
- Sebastià Bassa i Barbany, alcalde.
- Josep Comes i Busquets, pintor.
- Joan Plumé i Bosch, alcalde.
- Miqui Puig, músic.
- Carles Sindreu, escriptor
- Eugeni Xammar i Puigventós, escriptor i periodista.